# Il divino Boemo
Il divino Boemo (tj. božský Čech v italštině, proto uváděno též jako Božský Čech) je opera o třech jednáních českého skladatele Stanislava Sudy na libreto Karla Jonáše inspirované stejnojmenným romanetem českého spisovatele Jakuba Arbese z roku 1885. Poprvé byla provedena dne 30. prosince 1927 v Městském divadle v Plzni.

## Vznik a historie díla
Il divino Boemo je poslední dokončenou operou plzeňského skladatele Stanislava Sudy. Byla zamýšlena jako hold nejslavnějšímu českému skladateli 18. století Josefu Myslivečkovi. Její děj je zasazen do posledního roku Myslivečkova života, popisuje jeho fiktivní vztah ke zpěvačce Gabrielliové, neúspěch jeho opery Armida v Miláně roku 1780 a smrt v naprosté chudobě v Římě v roce následujícím. Libretista vycházel ze známého stejnojmenného romaneta Jakuba Arbese, které převzalo nebo vytvořilo a do obecného povědomí vneslo řadu faktických nepřesností a apokryfních informací o Myslivečkově životě, mimo jiné samotnou přezdívku „il divino Boemo“, tedy „božský Čech“ (ve skutečnosti byl v Itálii nazýván jen „il Boemo“).
Skladatel tuto operu napsal s nedlouhým odstupem po své předchozí opeře Bar Kochba (1905), totiž v průběhu let 1909-1912. Skládal ji tedy nejdéle ze svých čtyř oper a také je hudebně nejambicióznější z nich. Na rozdíl od rychle uvedených předchozích tří děl musel Il divino Boemo čekat na divadelní premiéru patnáct let a skladatel se mezitím soustředil na instrumentální tvorbu. Stejně jako ostatní Sudovy opery byla tato nakonec inscenována v Městském divadle v jeho rodné Plzni, a to roku 1927. Dirigoval Antonín Barták, režii měl Karel Veverka. Příznivé přijetí povzbudilo Sudu k tomu, aby začal pracovat na nové opeře, opět na hudebně životopisné téma pod názvem Haydnova nevěsta, tu se mu však již nepodařilo dokončit.
Opera byla znovu nastudována v Plzni v letech 1934 a 1941, jiná divadla ji neuvedla. Její výňatky byly vydány na gramofonové desce v roce 1985 ke 120. výročí Sudova narození.

## Osoby
- Skladatel Josef Mysliveček, zvaný Venatorini, baryton
- Cattarina Gabrielli, zpěvačka, soprán
- Cuzzoni, zpěvačka, soprán
- Regina Mingotti, zpěvačka, soprán
- Manuel Fantini, zpěvák, tenor
- Tosi, zpěvák, tenor
- Sandoni, zpěvák, tenor
- Eduard Barry, Angličan, Myslivečkův žák, tenor
- Pietro Bernacchi, bas
- Broschi, diplomat, bas
- Václav Drn, sluha, bas
- Sluha, baryton
- Věžný, tenor
- Režisér divadla alla Scala, bas
- Skladatel Sebattini, bas
- Vittori, baryton
- Marietta, soprán
- Kupec Laudoni
- Peněžník Nelli
- Úředník
- Hosté, zpěváci a zpěvačky, sluhové, lid

## Děj opery

### 1. dějství
(Římský palác Myslivečkův, rok 1780) Je již k ránu, ale v Myslivečkově římském paláci se dosud veselí vybraná společnost. Skladatel na přání arcivévody Ferdinanda napsal pro Milán novou operu Armidu a obdivovaná zpěvačka Cattarina Gabrielli zpívá jednu z árií této opery. U hostů sklízí nadšení: jeden z nich, Pietro Bernacchi, nazývá skladatele „božským Čechem“ (il divino Boemo) a Gabrielli je dámami zvolena za královnu večera. Galantní Mysliveček před královnou pokleká, snímá jí střevíček a připíjí z něj stromům, zvěři, hlupákům, šelmám zlým a nakonec nebesům. Gabrielli pak hosty žádá, aby se vzdálili, protože Mistr ještě musí do své milánské opery složit krátkou baletní hudbu. Jako poslední zůstává Myslivečkův žák, Angličan Eduard Barry, a chce sledovat skladatele při práci. Mysliveček s ním vlídně hovoří: neušlo mu, že Barry je zamilován do slavné sopranistky. Mladík se odchází projít do parku, Mysliveček se uchyluje do pracovny skládat.
Sál zaplní služebnictvo pod vedením Václava Drna a uklízí po společnosti. Na všeobecnou žádost zpívá Drn humornou písničku o českém mlynáři, který měl čtyři sta mlýnů a jen jednu ženu. Odrhovačka vyruší Mistra z práce a ten posílá služebnictvo pryč.
Vrací se signorina Gabrielli, údajně pro zapomenutý náramek, ale brzy vyznává skladateli vášnivou lásku a žádá jej, aby se s ní oženil. Mysliveček se jí tento nápad snaží vymluvit, je přece stár a nemocen, pro neúspěch své minulé opery zadlužen po uši a navíc zpěvačku miluje mladý a majetný Barry. Temperamentní a žárlivá Gabrielli však vidí jen jedno možné vysvětlení Myslivečkova chladu, totiž že je zamilován do kněžny Emy Turínské. Zatímco zvenčí doléhá zvuk zvonů ohlašujících svítání a zpěv vesnických trhovců vjíždějících do města, Gabrielli naposledy prosí o Mistrovu náklonnost. Mysliveček jí vypráví o nevěstě, kterou měl jako mladík v Praze. Ta ale krátce před svatbou zemřela, dříve však jej donutila odpřisáhnout, že se nikdy neožení. Gabrielli je znechucena hloupou pověrou a dává skladateli ultimátum: neslíbí-li jí manželství, postará se, aby jeho milánská opera propadla. Poslední scéně zaražen přihlíží Barry. Zpěvačka znovu připomíná svou výhrůžku a odchází. Mysliveček se s ní dvorně loučí a posílá Barryho, aby ji doprovodil.

### 2. dějství
(Zákulisí divadla alla Scala v Miláně roku 1780) Vrcholí přípravy na začátek premiérového představení: sluhové rozsvěcují lustry, režisér provádí inspekci sboru, hlavní tenor se rozezpívává. Režisér sděluje Myslivečkovi, že signorina Gabrielli je churava, přesto se však uvolila dnes zpívat. V záloze však bude připravena signorina Cuzzoni, která roli umí a měla ji po premiéře tak jako tak převzít. Myslivečkovi přichází předem gratulovat kolega skladatel Sebattini, ale ten jej s gratulací odkazuje až na konec představení. Mysliveček povzbuzuje zpěváka Tosiho a s nadšením vítá Gabrielli: už se bál, že nebude zpívat a opera najisto propadne. Ale zpěvačka opakuje, že bude zpívat jen za cenu sňatku s ním. Tomuto vydírání Mysliveček nehodlá ustoupit, a tak Gabrielli ze sebe strhá kostýmní ozdoby a odchází. Na scénu musí Cuzzoni.
Mysliveček je nešťasten: slečna Cuzzoni je dobrá pro veselá a hravé role, pro vážnou úlohu Armidy však nemá nadání srovnatelné s Gabrielli. V tušení katastrofy vítá dopis ze vzdálené vlasti, který mu přináší Drn, a těší se, že se opět navrátí do Čech. Sebattini přináší Myslivečkovi očekávanou zprávu: opera byla vysyčena a zcela propadla. Současně nenalézá dosti ostrých slov pro Gabrielli, které klade neúspěch za vinu. Mysliveček se staví na obranu zpěvačky a vyzývá Sebattiniho na souboj. Po tomto výstupu duševně i tělesně vyčerpán klesá v pláči na židli a Drn běží pro povoz, aby ho odvezl z divadla.

### 3. dějství
(Římský palác Myslivečkův, rok 1781) Palác předluženého skladatele se prodává v dražbě, všechno zařízení již bylo rozprodáno. Kupec Landoni od bankéře Nelliho kupuje vše, co zbylo, i okenní rámy. Dosavadní majitel leží v jedné ze zadních místností na slámě, raněn po milánském souboji. V prázdných prostorách se usídlila chátra z ulice. Dívka Marietta našla někde opuštěné housle a za doprovodu tuláka Vittoria zpívá píseň o hnědém pavoukovi, který snědl svou milou a nakonec i sám sebe. Ani Barrymu se bezdomovce nepodaří vystrnadit, ustupují teprve, když Drn přivádí raněného a nemocného Myslivečka. rn a Barry o něj pečují, zatímco do oken zaznívají hlasy pouličních zpěváků notujících Gabriellinu árii z Armidy. Přichází Gabrielli a v slzách prosí skladatele o odpuštění. Ten jí žehná a s myšlenkami na rodnou zemi a na Prahu umírá.

## Nahrávka
Stanislav Suda: Il divino Boemo (výňatky), 1985, zpívají (Mysliveček) René Tuček, (Barry) Vojtěch Kocián, (Gabrielli) Helena Buldrová, dirigent Josef Chaloupka, PANTON 81160472